# World of Our Own (bài hát)
"World of Our Own" là đĩa đơn của ban nhạc người Ireland Westlife từ album phòng thu cùng tên của họ. Đĩa đơn được phát hành vào tháng 2 năm 2002 và đã đạt vị trí #1 ở Anh, trở thành đĩa đơn quán quân thứ 10 của nhóm ở đất nước này.
Bài hát đứng thứ 40 trong danh sách các đĩa đơn bán chạy nhất trong năm 2002 của Anh, nhận được chứng nhận Bạc với trên 200.000 bản bán được. Ca khúc cũng là nhạc nền trong bộ phim DCOM (Disney Channel Original Movie) You Wish!
Ở Nhật Bản, một EP đã được phát hành năm 2002 với tên World of Our Own - No. 1 Hits, với danh sách track khác với phiên bản gốc.

## Danh sách track

### CD1
1. "World of Our Own" (Single Remix) - 3:28
2. "Crying Girl" - 3:39
3. "Angel" (Remix) - 4:22
4. "World of Our Own" (Video) - 3:28

### CD2
1. "World of Our Own" (Single Remix) - 3:28
2. "I Promise You That" - 3:35
3. "Angel" (Video) - 4:22

### EP Nhật
1. "World of Our Own" (Single Remix) - 3:28
2. "Queen of My Heart" (Radio Edit) - 4:08
3. "Crying Girl" - 3:39
4. "Uptown Girl" (Radio Edit) - 3:06
5. "My Love" (Radio Edit) - 3:52
6. "Against All Odds" (Mariah Carey featuring Westlife) - 3:21
7. "En Ti Deje Mi Amor" ("I Lay My Love on You" - Single Remix) - 3:29
8. "Con Lo Bien Que Te" ("When You're Looking Like That" - Single Remix) - 3:52

## Xếp hạng
| Bảng xếp hạng                   | Vị trí cao nhất |
| ------------------------------- | --------------- |
| Úc (ARIA)                       | 21              |
| Áo (Ö3 Austria Top 40)          | 10              |
| Đan Mạch (Tracklisten)          | 5               |
| Hà Lan (Dutch Top 40)           | 29              |
| Đức (GfK)                       | 11              |
| Ireland (IRMA)                  | 3               |
| Ý (FIMI)                        | 41              |
| Nhật Bản (Tokio Hot 100)        | 42              |
| New Zealand (Recorded Music NZ) | 6               |
| Na Uy (VG-lista)                | 13              |
| Thụy Điển (Sverigetopplistan)   | 11              |
| Thụy Sĩ (Schweizer Hitparade)   | 26              |
| Anh Quốc (OCC)                  | 1               |

## Thời gian phát hành
| Quốc gia       | Ngày phát hành      |
| -------------- | ------------------- |
| Vương quốc Anh | 18 tháng 2 năm 2002 |
| Hoa Kỳ         | 14 tháng 5 năm 2002 |